# Крістін (циклон)
Тропічний циклон Крістін (англ. Tropical Cyclone Christine) — третій тропічний циклон сезону циклонів австралійського регіону 2013–14 років. Він обрушився на Західну Австралію опівночі 31 грудня 2013 року. Даміен (циклон)